# Aranyosgadány
Aranyosgadány là một thị trấn thuộc hạt Baranya, Hungary. Thị trấn này có diện tích 8,26 km², dân số năm 2010 là 334 người, mật độ 40 người/km².